# غويلرمو ويلر
غويلرمو ويلر (بالإسبانية: Guillermo Weller)‏ هو منافس ألعاب قوى أرجنتيني، ولد في 4 مايو 1913، وتوفي في 4 يونيو 1999.

## وصلات خارجية
- غويلرمو ويلر على موقع أوليمبيديا (الإنجليزية)